# سید مرتضی حسینی (نماینده قزوین)
سیدمرتضی حسینی نمایندهٔ دورهٔ نهم مجلس شورای اسلامی و عضو کمیسیون فرهنگی مجلس شورای اسلامی . .
در انتخابات دهمین دوره مجلس که در ۷ اسفند برگزار شد او با کسب ۸۸ هزار رای و با اختلاف ۲۰ هزار رای، از رقیب اصلاح طلب خود (سیده حمیده زرآبادی) شکست خورد. از سوابق او می‌توان به نمایندگی ولی فقیه در سپاه صاحب‌الامر استان قزوین اشاره کرد.